# Necrópolis de San Carlos Borromeo
Die Necrópolis de San Carlos Borromeo, auch Cementerio de San Carlos Borromeo oder einfach Cementerio San Carlos genannt, ist ein Friedhof in der Stadt Matanzas, Kuba. Er wurde am 2. September 1872 eingeweiht und erstreckt sich über eine Fläche von ca. 13,5 Hektar. Im örtlichen Museum, Palacio de Junco, ist der mumifizierte Körper von Josefa Petronila Margarita Ponce de León (1815–1872) ausgestellt, welcher auf diesem Friedhof gefunden wurde.
San Carlos ist einer der bedeutendsten Friedhöfe in Kuba sowohl hinsichtlich seiner Architektur als auch der Persönlichkeiten, die dort begraben sind.

## Persönlichkeiten
Folgende bekannten Persönlichkeiten sind im Friedhof  Necrópolis de San Carlos Borromeo bestattet:
- Bonifacio Byrne (1861–1936), Dichter und Komponist
- Joseph Marion Hernández (1788–1857), US-Kongressabgeordneter, begraben in der Gruft der Junco-Familie
- José Jacinto Milanés (1814–1863), Schriftsteller
- Fernando Heydrich (1827–1903), deutscher Geschäftsmann, Ingenieur und Erbauer des Matanzas-Aquadukts[4]
- Alfredo Nicasio Heydrich Martinez (1862–1933), Erster Produzent von Sisal auf der Insel[5]
- Miguel Faílde (1852–1921), Musiker und Tänzer des Danzón
- Antonio Guiteras (1906–1935), Arzt und Revolutionär[6][7]